# Grand Prix Formule 1 van Miami 2022
De Grand Prix Formule 1 van Miami 2022 werd gereden op 8 mei op het Miami International Autodrome in Miami Gardens, een voorstad van Miami. Het was de vijfde race van het seizoen.

## Vrije trainingen

### Uitslagen
- Enkel de top vijf wordt weergegeven.

| Vrije training 1 | Pos. | Nr. | Coureur          | Constructeur          | Tijd     |
| ---------------- | ---- | --- | ---------------- | --------------------- | -------- |
| Vrije training 1 | 1    | 16  | Charles Leclerc  | Ferrari               | 1:31.098 |
| Vrije training 1 | 2    | 63  | George Russell   | Mercedes              | 1:31.169 |
| Vrije training 1 | 3    | 1   | Max Verstappen   | Red Bull Racing-RBPT  | 1:31.277 |
| Vrije training 1 | 4    | 11  | Sergio Pérez     | Red Bull Racing-RBPT  | 1:31.301 |
| Vrije training 1 | 5    | 10  | Pierre Gasly     | AlphaTauri-RBPT       | 1:31.498 |
| Vrije training 2 | Pos. | Nr. | Coureur          | Constructeur          | Tijd     |
| Vrije training 2 | 1    | 63  | George Russell   | Mercedes              | 1:29.938 |
| Vrije training 2 | 2    | 16  | Charles Leclerc  | Ferrari               | 1:30.044 |
| Vrije training 2 | 3    | 11  | Sergio Pérez     | Red Bull Racing-RBPT  | 1:30.150 |
| Vrije training 2 | 4    | 44  | Lewis Hamilton   | Mercedes              | 1:30.179 |
| Vrije training 2 | 5    | 14  | Fernando Alonso  | Alpine-Renault        | 1:30.372 |
| Vrije training 3 | Pos. | Nr. | Coureur          | Constructeur          | Tijd     |
| Vrije training 3 | 1    | 11  | Sergio Pérez     | Red Bull Racing-RBPT  | 1:30.304 |
| Vrije training 3 | 2    | 16  | Charles Leclerc  | Ferrari               | 1:30.498 |
| Vrije training 3 | 3    | 1   | Max Verstappen   | Red Bull Racing-RBPT  | 1:30.649 |
| Vrije training 3 | 4    | 14  | Fernando Alonso  | Alpine-Renault        | 1:31.036 |
| Vrije training 3 | 5    | 5   | Sebastian Vettel | Aston Martin-Mercedes | 1:31.049 |

## Kwalificatie
Charles Leclerc behaalde de twaalfde pole position in zijn carrière.
| Pos.                   | Nr. | Coureur          | Constructeur          | Kwalificatietijden | Kwalificatietijden | Kwalificatietijden | Grid |
| Pos.                   | Nr. | Coureur          | Constructeur          | Q1                 | Q2                 | Q3                 | Grid |
| ---------------------- | --- | ---------------- | --------------------- | ------------------ | ------------------ | ------------------ | ---- |
| 1                      | 16  | Charles Leclerc  | Ferrari               | 1:29.474           | 1:29.130           | 1:28.796           | 1    |
| 2                      | 55  | Carlos Sainz jr. | Ferrari               | 1:30.079           | 1:29.729           | 1:28.986           | 2    |
| 3                      | 1   | Max Verstappen   | Red Bull Racing-RBPT  | 1:29.836           | 1:29.202           | 1:28.991           | 3    |
| 4                      | 11  | Sergio Pérez     | Red Bull Racing-RBPT  | 1:30.055           | 1:29.673           | 1:29.036           | 4    |
| 5                      | 77  | Valtteri Bottas  | Alfa Romeo-Ferrari    | 1:30.845           | 1:29.751           | 1:29.475           | 5    |
| 6                      | 44  | Lewis Hamilton   | Mercedes              | 1:30.388           | 1:29.797           | 1:29.625           | 6    |
| 7                      | 10  | Pierre Gasly     | AlphaTauri-RBPT       | 1:30.779           | 1:30.128           | 1:29.690           | 7    |
| 8                      | 4   | Lando Norris     | McLaren-Mercedes      | 1:30.761           | 1:29.634           | 1:29.750           | 8    |
| 9                      | 22  | Yuki Tsunoda     | AlphaTauri-RBPT       | 1:30.485           | 1:30.031           | 1:29.932           | 9    |
| 10                     | 18  | Lance Stroll     | Aston Martin-Mercedes | 1:30.441           | 1:29.996           | 1:30.676           | Pit  |
| 11                     | 14  | Fernando Alonso  | Alpine-Renault        | 1:30.407           | 1:30.160           |                    | 11   |
| 12                     | 63  | George Russell   | Mercedes              | 1:30.490           | 1:30.173           |                    | 12   |
| 13                     | 5   | Sebastian Vettel | Aston Martin-Mercedes | 1:30.677           | 1:30.214           |                    | Pit  |
| 14                     | 3   | Daniel Ricciardo | McLaren-Mercedes      | 1:30.583           | 1:30.310           |                    | 14   |
| 15                     | 47  | Mick Schumacher  | Haas-Ferrari          | 1:30.645           | 1:30.423           |                    | 15   |
| 16                     | 20  | Kevin Magnussen  | Haas-Ferrari          | 1:30.975           |                    |                    | 16   |
| 17                     | 24  | Zhou Guanyu      | Alfa Romeo-Ferrari    | 1:31.020           |                    |                    | 17   |
| 18                     | 23  | Alexander Albon  | Williams-Mercedes     | 1:31.266           |                    |                    | 18   |
| 19                     | 6   | Nicholas Latifi  | Williams-Mercedes     | 1:31.325           |                    |                    | 19   |
| Q1 107% tijd: 1:35.737 |     |                  |                       |                    |                    |                    |      |
| DNQ                    | 31  | Esteban Ocon     | Alpine-Renault        | Geen tijd *        |                    |                    | 20   |

* Esteban Ocon kon niet deelnemen aan de kwalificatie na een ongeluk tijdens de derde vrije training maar mag van de stewards wel aan de race deelnemen.

## Wedstrijd
Max Verstappen behaalde de drieëntwintigste Grand Prix-overwinning in zijn carrière.
| Pos.               | Nr. | Coureur          | Constructeur          | Rondes | Tijd / Oorzaak Uitval | Grid | Punten |
| ------------------ | --- | ---------------- | --------------------- | ------ | --------------------- | ---- | ------ |
| 1                  | 1   | Max Verstappen   | Red Bull Racing-RBPT  | 57     | 1:34:24.258           | 3    | 26S    |
| 2                  | 16  | Charles Leclerc  | Ferrari               | 57     | +3.786                | 1    | 18     |
| 3                  | 55  | Carlos Sainz jr. | Ferrari               | 57     | +8.229                | 2    | 15     |
| 4                  | 11  | Sergio Pérez     | Red Bull Racing-RBPT  | 57     | +10.638               | 4    | 12     |
| 5                  | 63  | George Russell   | Mercedes              | 57     | +18.582               | 12   | 10     |
| 6                  | 44  | Lewis Hamilton   | Mercedes              | 57     | +21.368               | 6    | 8      |
| 7                  | 77  | Valtteri Bottas  | Alfa Romeo-Ferrari    | 57     | +25.073               | 5    | 6      |
| 8                  | 31  | Esteban Ocon     | Alpine-Renault        | 57     | +28.386               | 20   | 4      |
| 9                  | 23  | Alexander Albon  | Williams-Mercedes     | 57     | +32.365               | 18   | 2      |
| 10                 | 18  | Lance Stroll     | Aston Martin-Mercedes | 57     | +37.026               | Pit  | 1      |
| 11                 | 14  | Fernando Alonso  | Alpine-Renault        | 57     | +37.128 *1            | 11   |        |
| 12                 | 22  | Yuki Tsunoda     | AlphaTauri-RBPT       | 57     | +40.146               | 9    |        |
| 13                 | 3   | Daniel Ricciardo | McLaren-Mercedes      | 57     | +40.902 *2            | 14   |        |
| 14                 | 6   | Nicholas Latifi  | Williams-Mercedes     | 57     | +49.936               | 19   |        |
| 15                 | 47  | Mick Schumacher  | Haas-Ferrari          | 57     | +73.305               | 15   |        |
| 16 †               | 20  | Kevin Magnussen  | Haas-Ferrari          | 56     | Voorvleugel *3        | 16   |        |
| 17 †               | 5   | Sebastian Vettel | Aston Martin-Mercedes | 55     | Botsing               | Pit  |        |
| DNF                | 10  | Pierre Gasly     | AlphaTauri-RBPT       | 46     | Ophanging             | 7    |        |
| DNF                | 4   | Lando Norris     | McLaren-Mercedes      | 39     | Botsing               | 8    |        |
| DNF                | 24  | Zhou Guanyu      | Alfa Romeo-Ferrari    | 6      | Waterlek              | 17   |        |
| Bron: formula1.com |     |                  |                       |        |                       |      |        |

S Max Verstappen reed voor de achttiende keer in zijn carrière een snelste ronde en behaalde hiermee een extra punt.

*1 Fernando Alonso kreeg een straf van vijf seconden (en twee strafpunten op zijn licentie) voor het veroorzaken van de botsing met Pierre Gasly en nog een tweede straf van vijf seconden (en één strafpunt op zijn licentie) voor het behalen van voordeel door buiten de baan te rijden.

*2 Daniel Ricciardo beëindigde de race als elfde, maar kreeg later een tijdstraf van vijf seconden (en één strafpunt op zijn licentie) voor het behalen van voordeel door buiten de baan te rijden.

*3 Kevin Magnussen kreeg een tijdstraf van vijf seconden voor een botsing met Lance Stroll.

† Kevin Magnussen en Sebastian Vettel haalden de finish niet door schade aan hun auto, maar hebben wel 90% van de race-afstand afgelegd, waardoor zij wel geklasseerd werden.

## Tussenstanden wereldkampioenschap
Betreft tussenstanden voor het wereldkampioenschap na afloop van de race.

### Coureurs
| Pos. | Nr. | Coureur          | Constructeur         | Punten |
| ---- | --- | ---------------- | -------------------- | ------ |
| 1    | 16  | Charles Leclerc  | Ferrari              | 104    |
| 2    | 1   | Max Verstappen   | Red Bull Racing-RBPT | 85     |
| 3    | 11  | Sergio Pérez     | Red Bull Racing-RBPT | 66     |
| 4    | 63  | George Russell   | Mercedes             | 59     |
| 5    | 55  | Carlos Sainz jr. | Ferrari              | 53     |
| 6    | 44  | Lewis Hamilton   | Mercedes             | 36     |
| 7    | 4   | Lando Norris     | McLaren-Mercedes     | 35     |
| 8    | 77  | Valtteri Bottas  | Alfa Romeo-Ferrari   | 30     |
| 9    | 31  | Esteban Ocon     | Alpine-Renault       | 24     |
| 10   | 20  | Kevin Magnussen  | Haas-Ferrari         | 15     |

### Constructeurs
| Pos. | Constructeur          | Punten |
| ---- | --------------------- | ------ |
| 1    | Ferrari               | 157    |
| 2    | Red Bull Racing-RBPT  | 151    |
| 3    | Mercedes              | 95     |
| 4    | McLaren-Mercedes      | 46     |
| 5    | Alfa Romeo-Ferrari    | 31     |
| 6    | Alpine-Renault        | 26     |
| 7    | AlphaTauri-RBPT       | 16     |
| 8    | Haas-Ferrari          | 15     |
| 9    | Aston Martin-Mercedes | 6      |
| 10   | Williams-Mercedes     | 3      |